# Khalid
Khalid Donnel Robinson (nascut l'11 de febrer de 1998), més conegut com a Khalid, és un cantant i compositor dels Estats Units. Està vinculat als segells Right Hand Music Group i RCA Records. Va assolir notorietat amb el seu senzill debut «Location», que va arribar al número 16 de la llista Billboard Hot 100 i va ser certificat quatre vegades platí als Estats Units. El seu àlbum debut, American Teen, es va publicar el 3 de març de 2017. Khalid ha col·laborat amb artistes com Shawn Mendes, Marshmello, Imagine Dragons, Rae Sremmurd, Martin Garrix, Billie Eilish, Lorde i Normani Kordei.

## Biografia
Khalid Robinson va néixer l'11 de febrer de 1998 a Fort Stewart, Geòrgia. Durant la seva infància es va traslladar sovint per diversos llocs dels Estats Units i va passar sis anys a Heidelberg (Alemanya), a causa de la carrera militar de la seva mare, Linda, que posteriorment va rebre una oferta per cantar amb la Banda de l'Exèrcit dels Estats Units. Linda va posar sovint la família per davant de la seva carrera musical per criar el seu fill. Khalid va estudiar cant i teatre musical durant la secundària.
Abans de completar els estudis, la família es va traslladar a El Paso (Texas), on ell va afirmar haver trobat finalment un lloc que podia considerar casa seva. El 13 de setembre de 2018, l'alcalde d'El Paso li va lliurar la clau de la ciutat en reconeixement del seu impacte cultural i vinculació amb la comunitat.

## Carrera Musical
Khalid va començar a fer música mentre cursava l'institut, publicant alguns dels seus primers treballs a la plataforma SoundCloud. A l'abril de 2016, va llançar el senzill «Location», que es va convertir en un èxit viral. Al juliol del mateix any, va aconseguir la segona posició a la Billboard Twitter Emerging Artists Chart, i «Location» va tancar el 2016 ocupant el lloc número 20 a la llista Billboard R&B/Hip-Hop Airplay Chart.
Abans del llançament del seu àlbum debut, Khalid va publicar tres senzills promocionals: «Let Go», «Hopeless» i «Reasons». Va col·laborar amb Normani en el senzill «Love Lies» per a la banda sonora de la pel·lícula Love, Simon, amb Billie Eilish en el tema «Lovely» i amb Martin Garrix a la cançó «Ocean», que va assolir un gran èxit i va ser una de les més escoltades segons la Billboard.
A principis del 2017, va iniciar la seva gira Location Tour, amb més de 20 actuacions, incloent un concert a la seva ciutat, El Paso (Texas), davant més de 1.500 persones.
El 3 de març de 2017, Khalid va publicar el seu primer àlbum d'estudi, American Teen, que va assolir la quarta posició al rànquing d'àlbums nord-americà Billboard 200. L'àlbum, influenciat per la seva etapa adolescent als Estats Units, aborda temes com l'amor i la joventut. Les cançons més destacades de l'àlbum són «Young Dumb & Broke», «Saved» i «8teen». American Teen va obtenir crítiques positives i va ser nominat als Grammy com a Millor àlbum d'urbà contemporani. A més, la RIAA el va certificar platí per la venda de més d'un milió de còpies.
Durant el 2017, Khalid va col·laborar amb artistes com Calvin Harris i Future en la cançó «Rollin», i amb Logic i Alessia Cara a «1-800-273-8255», nominada al Grammy a la Cançó de l'Any. També va col·laborar amb Marshmello a «Silence», que va assolir gran popularitat. A finals del 2017, va ser guardonat com a Millor Artista Nou als MTV Video Music Awards.
El 2018, Khalid va col·laborar amb Shawn Mendes a la cançó «Youth» i va participar en el remix de «Homemade Dynamite» de Lorde al costat de SZA i Post Malone.
Khalid va coescriure la cançó Outside de Zayn del seu àlbum Nobody Is Listening, que es va publicar el 15 de gener de 2021.
L'11 de juliol de 2021, Khalid va estrenar el seu senzill New Normal durant el vol espacial Virgin Galactic Unity 22 de Richard Branson al Spaceport America, Nou Mèxic.
Va llançar el seu primer mixtape Scenic Drive el 3 de desembre de 2021. El 20 de novembre de 2021, Khalid va previsualitzar una nova cançó titulada Backseat, que serveix com a tercera pista del mixtape.  La seva següent cançó, titulada Silver Platter, va aparèixer a l'àlbum de la banda sonora de la pel·lícula de 2023 Barbie.
El 5 d'abril de 2024, va llançar el senzill Please Don't Fall in Love with Me. Va ser el primer senzill del seu tercer àlbum d'estudi, Sincere, que va ser llançat el 2 d'agost de 2024.

## Guardons
Nominacions
- 2018: Grammy al millor nou artista
- 2018: Grammy al millor àlbum d'urbà contemporani